# Per il suo padrone
Per il suo padrone è un cortometraggio muto del 1914 diretto da Christy Cabanne. Il soggetto è tratto dalla storia dello scrittore canadese George Pattullo, qui alla sua prima collaborazione con Cabanne.

## Produzione
Il film fu prodotto dalla Reliance Film Company.

## Distribuzione
Distribuito negli Stati Uniti dalla Mutual, il film - un cortometraggio in due bobine - uscì nelle sale il 7 febbraio 1914.

### Date di uscita
- USA	7 febbraio 1914

Alias
- For His Master  	USA (titolo originale)
- Per il suo padrone  	Italia